# Ostseeparlamentarierkonferenz

Logo

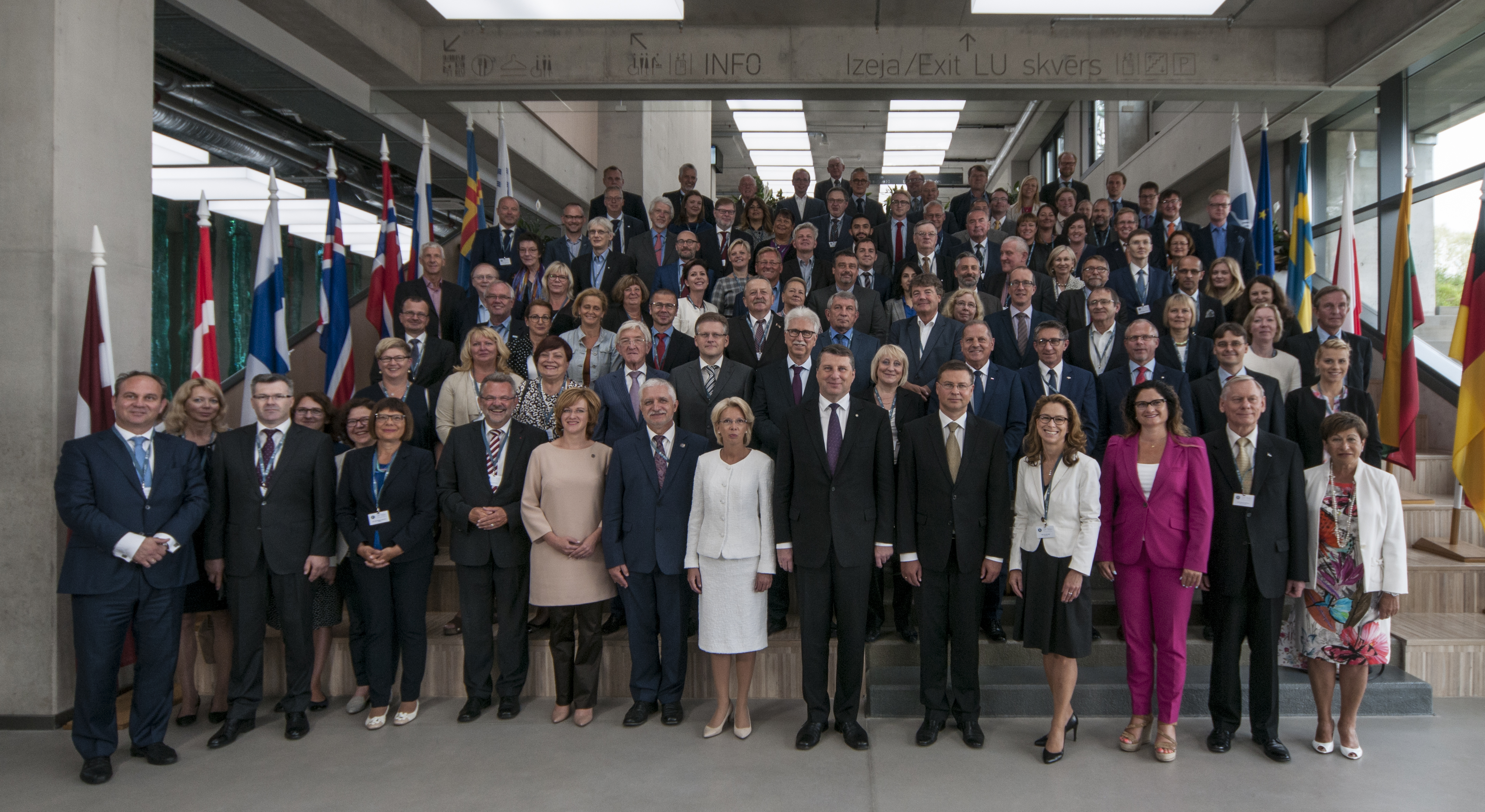
25. BSPC in Riga, Gruppenbild am 29. August 2016

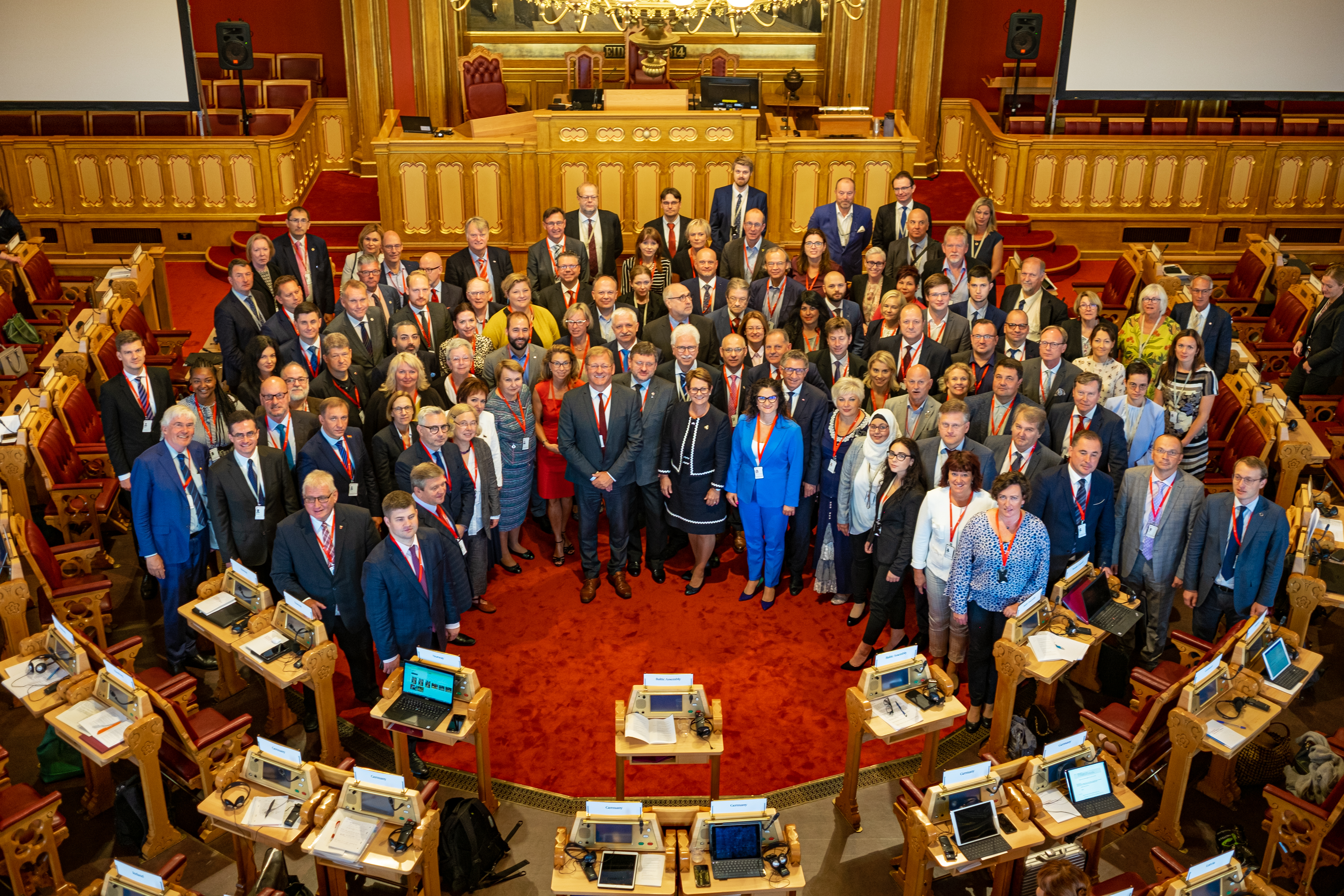
28. BSPC 2019 in Oslo, Gruppenbild im Storting

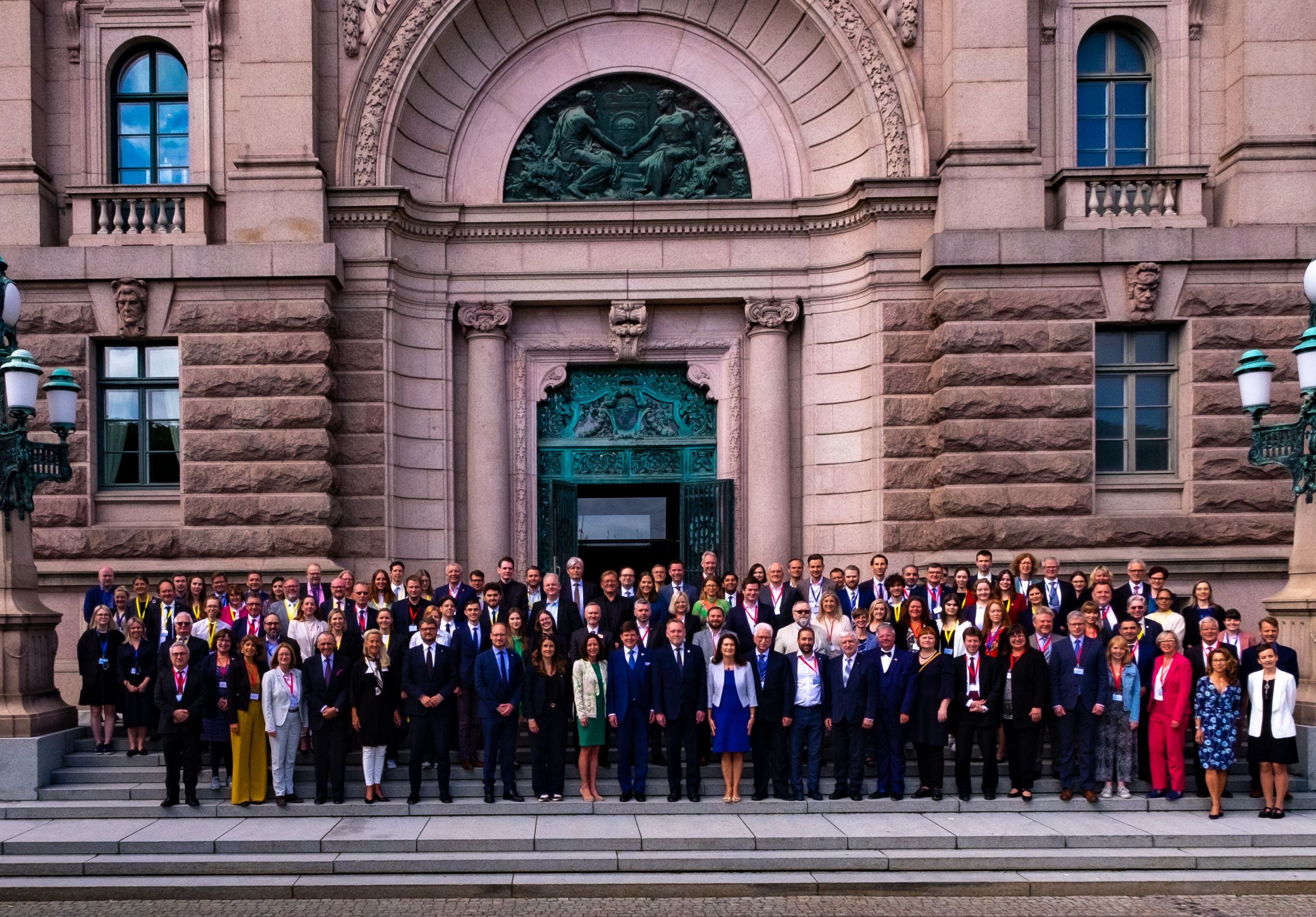
BSPC 2022 in Stockholm, Gruppenbild vor dem Riksdagshuset

Die Ostseeparlamentarierkonferenz (Baltic Sea Parliamentary Conference, Abk. BSPC) ist ein Zusammenschluss nationaler und regionaler Parlamente aus dem Ostseeraum und mit Bezug zum Ostseeraum. Die Konferenz findet jährlich statt und wurde 1991 auf Initiative des finnischen Präsidenten Mauno Koivisto, dem Nachfolger von Urho Kekkonen gegründet. Sie soll eine gemeinsame Identität innerhalb der Ostseeregion durch eine enge Zusammenarbeit zwischen den nationalen und regionalen Parlamenten fördern.

## Mitglieder

Karte der Mitgliedsstaaten

Derzeit gehören jeweils elf nationale und regionale Parlamente sowie fünf parlamentarische Institutionen aus der Ostseeregion, einschließlich Russland, Norwegen, Island und Grönland, dem Gremium an. Aus Deutschland arbeiten folgende Parlamente in der Ostseeparlamentarierkonferenz mit: der Deutsche Bundestag, die Bremische Bürgerschaft, die Bürgerschaft der Freien und Hansestadt Hamburg, der Landtag Schleswig-Holstein und der Landtag Mecklenburg-Vorpommern.

### Nationale Parlamente
- Föderationsversammlung ( Russland) (ausgesetzt seit 2022)
- Folketing ( Dänemark)
- Bundestag ( Deutschland)
- Riigikogu ( Estland)
- Eduskunta ( Finnland)
- Althing ( Island)
- Saeima ( Lettland)
- Seimas ( Litauen)
- Storting ( Norwegen)
- Polnisches Parlament ( Polen)
- Reichstag ( Schweden)

### Regionale Parlamente
- Løgting ( Färöer)
- Åland ( Åland)
- Bremische Bürgerschaft ( Deutschland)
- Hamburgische Bürgerschaft ( Deutschland)
- Landtag Mecklenburg-Vorpommern ( Deutschland)
- Landtag Schleswig-Holstein ( Deutschland)
- Inatsisartut ( Grönland)
- Kaliningrader Gebietsduma ( Russland) (ausgesetzt seit 2022)
- Parlament der Republik Karelien ( Karelien) (ausgesetzt seit 2022)
- Parlament der Oblast Leningrad ( Russland) (ausgesetzt seit 2022)
- Parlament von Sankt Petersburg ( Russland) (ausgesetzt seit 2022)

### Parlamentarische Institutionen
- Baltische Versammlung
- Europaparlament
- Nordischer Rat
- Parlamentarische Versammlung des Europarates
- Parlamentarische Versammlung der Organisation für Sicherheit und Zusammenarbeit in Europa

## Ziel
Die Konferenz dient der Stärkung der gemeinsamen Identität des Ostseeraumes und fördert die Diskussion und den Informationsaustausch zwischen den beteiligten Parlamenten sowie mit anderen Gremien und Organisationen auf internationaler und interregionaler Ebene. Ferner nehmen sich die Ostseeparlamentarier gemeinsamer ökologischer, sozialer und wirtschaftlicher Fragestellungen an, leiten entsprechende politische Maßnahmen ein und begleiten diese.

## Arbeit
Einmal jährlich kommen die Volksvertreter zusammen, um ihre Forderungen gegenüber den eigenen Regierungen, der EU, dem Ostseerat sowie weiteren Akteuren in der Ostseeregion zu formulieren. Der Ständige Ausschuss der BSPC bereitet gemeinsam mit dem jeweiligen Gastgeberland die Konferenz vor und verfolgt die Umsetzung der von den Parlamentariern beschlossenen Resolutionen. Außerdem befassen sich die Volksvertreter mit wechselnden aktuellen Themen in Arbeitsgruppen, deren Erkenntnisse ebenfalls in die Resolutionen eingehen. Die Arbeitsgruppen nehmen in der Regel ihr Mandat für die Dauer von zwei Jahren wahr. Nach Auslauf des Mandats einer Arbeitsgruppe wird vom Ständigen Ausschuss oft ein Berichterstatter bestimmt, der Entwicklungen im von der Arbeitsgruppe behandelten Themenfeld weiter verfolgt und der Ostseeparlamentarierkonferenz darüber regelmäßig Bericht erstattet.
Im Jahr 2002 wurde der Konferenz der Beobachterstatus bei der Umweltorganisation HELCOM zuerkannt, den die Präsidentin des Landtags Mecklenburg-Vorpommern, Sylvia Bretschneider, gemeinsam mit der finnischen Abgeordneten Christina Gestrin für die laufende Versammlungsperiode wahrnimmt und die maßgeblichen Aktivitäten der HELCOM-Gremien verfolgt.

## Konferenzen
| Nr. | Ort              | Land        | Datum                             |
| --- | ---------------- | ----------- | --------------------------------- |
| 1   | Helsinki         | Finnland    | 7. bis 9. Januar 1991             |
| 2   | Oslo             | Norwegen    | 22. bis 24. April 1992            |
| 3   | Warschau         | Polen       | 5. bis 6. Mai 1994                |
| 4   | Rønne            | Dänemark    | 12. bis 13. September 1995        |
| 5   | Riga             | Lettland    | 10. bis 11. September 1996        |
| 6   | Danzig           | Polen       | 15. bis 16. September 1997        |
| 7   | Lübeck           | Deutschland | 7. bis 8. September 1998          |
| 8   | Mariehamn        | Åland       | 7. bis 8. September 1999          |
| 9   | Malmö            | Schweden    | 4. bis 5. September 2000          |
| 10  | Greifswald       | Deutschland | 3. bis 4. September 2001          |
| 11  | Sankt Petersburg | Russland    | 30. September bis 1. Oktober 2002 |
| 12  | Oulu             | Finnland    | 7. bis 9. September 2003          |
| 13  | Bergen           | Norwegen    | 29. bis 31. August 2004           |
| 14  | Vilnius          | Litauen     | 29. bis 30. August 2005           |
| 15  | Reykjavík        | Island      | 3. bis 5. September 2006          |
| 16  | Berlin           | Deutschland | 27. bis 28. August 2007           |
| 17  | Visby            | Schweden    | 1. bis 2. September 2008          |
| 18  | Nyborg           | Dänemark    | 31. August bis 1. September 2009  |
| 19  | Mariehamn        | Åland       | 29. bis 31. August 2010           |
| 20  | Helsinki         | Finnland    | 28. bis 30. August 2011           |
| 21  | Sankt Petersburg | Russland    | 26. bis 28. August 2012           |
| 22  | Pärnu            | Estland     | 25. bis 27. August 2013           |
| 23  | Olsztyn          | Polen       | 24. bis 26. August 2014           |
| 24  | Rostock          | Deutschland | 31. August bis 1. September 2015  |
| 25  | Riga             | Lettland    | 28. bis 30. August 2016           |
| 26  | Hamburg          | Deutschland | 3. bis 5. September 2017          |
| 27  | Mariehamn        | Åland       | 26. bis 28. August 2018           |
| 28  | Oslo             | Norwegen    | 25. bis 27. August 2019           |
| 29  | Vilnius          | Litauen     | 24. August 2020 (digital)         |
| 30  | Stockholm        | Schweden    | 29. bis 31. August 2021 (digital) |
| 31  | Stockholm        | Schweden    | 12. bis 14. Juni 2022             |
| 32  | Berlin           | Deutschland | 27. bis 29. August 2023           |
| 33  | Helsingør        | Dänemark    | 25. bis 27. August 2024           |
| 34  | Mariehamn        | Åland       | 22. bis 24. August 2025           |
| 34  | Lübeck           | Deutschland | August 2026                       |
| 34  | Reykjavik        | Island      | August 2027                       |

## Struktur

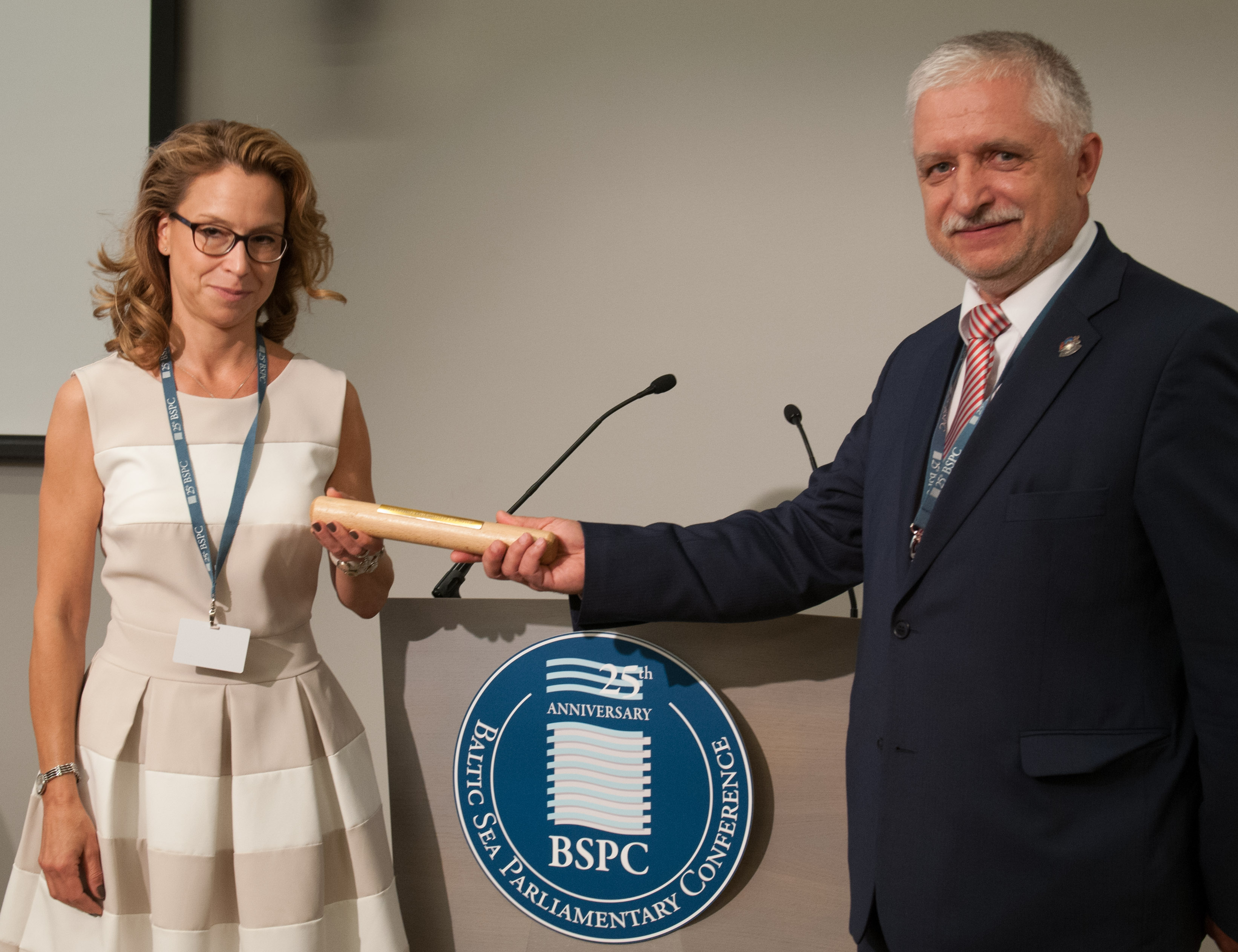
Übergabe der Präsidentschaft von Jānis Vucāns an Carola Veit 2016

### Präsidentschaft
Die Präsidentschaft liegt jeweils in der Hand des nächsten gastgebenden Parlaments.

### Generalsekretariat
Das Generalsekretariat der Ostseeparlamentarierkonferenz wird von der Verwaltung des Landtages von Mecklenburg-Vorpommern übernommen.